# Juan Barranco
assinatura
Juan Antonio Barranco Gallardo (Santiago de Calatrava (Jaén), 13 de Agosto de 1947) é um político espanhol.
Foi alcaide da cidade de Madrid entre 1986 e 1989. Está filiado ao Partido Socialista Operário Espanhol (PSOE).
1. ↑  «Juan Barranco». VIAF (em inglês). Consultado em 1 de outubro de 2020